# 蓬莱大介
蓬莱 大介 （ほうらい だいすけ、1982年4月23日 - ）は、兵庫県明石市出身の気象予報士・防災士。2011年からウェザーニューズの契約キャスターとして、読売テレビの番組で気象キャスターを務めている。

## 人物・略歴
身長は181センチメートル、体重は67キログラム、血液型はAB型で、明石市立二見小学校、明石市立二見中学校、兵庫県立明石西高等学校、早稲田大学政治経済学部卒業。小学校から高校まで10年間は柔道に勤しみ、高校時代は県3位で段位は2段である。吉本新喜劇座員のカバは、中学校での同級生で、在学中は柔道部でも顔を合わせていた。
早稲田大学在学中にはタレント事務所に所属した。「夢中ボーイズ」（TOKYO MX『5時に夢中!』の企画で結成されたイケメンユニット）の一員として、同番組のサブMCを2005年から務めたが、フリップをまっすぐに持てないとして1クールでクビになった。ほか、舞台作品などに出演していた。もっとも、最初に所属した事務所は後に閉鎖した。閉鎖を機に別の事務所へ移籍したところ、マネジャーが突然失踪したため、いつしか自分でマネジメントも手掛ける羽目になった。
前述した経緯から俳優としての岐路に立たされた25歳の時に、「自分のアンテナに一番引っ掛かったものを目指そう」と考え書店に通い、気象予報士の資格を知ったことがきっかけで、1年半の準備を経て2009年の第32回気象予報士試験に合格した。その直後に防災士の資格も取得した。もっとも、テレビ番組の気象キャスターを目指していたことから、天気予報を伝える練習風景の動画（プロモーションビデオ）をスマートフォンで撮影した。テレビ局の関係者にプロモーションビデオを見せ、ダメ出しを受けていたのだが、1年間にわたって撮影を続けた。このような努力や動画の面白さを認めた関係者の尽力で、ウェザーニューズに気象キャスターの原稿を書くアルバイトとして入社した。その後、読売テレビの報道局に天気予報のスタッフとして勤務する。後にウェザーニューズと契約したうえで、2011年3月28日から同局で『かんさい情報ネットten!』、4月18日から『情報ライブ ミヤネ屋』（以下『ミヤネ屋』）、2016年4月から『ウェークアップ!』の気象キャスターを務めている。
平日の夕方の関西ローカルで放送される『かんさい情報ネットten.』では、放送翌日の天気のポイントをクレヨンで描いたイラストで伝える「スケッチ予報」2011年3月28日から18:45頃に担当した。今まで、2000枚以上を描いている。スケッチ予報は、1時間から1時間半を掛けて書いている一方で、放送されるのは、わずか10秒ほどである。前述したプロモーションビデオの撮影から生まれたアイデアで、視聴者から好評を得ているほか、2016年7月には主婦と生活社から『気象予報士 蓬莱さんのへぇーがいっぱい！クレヨン天気ずかん』を刊行するに至った。また、同番組で、木曜日の「旬感中継」を実際に現地へ向かいリポートしている、2021年7月から2022年7月まで、新型コロナウイルスの影響でスタジオからリポートしていた。
オリコンの「好きなお天気キャスターランキング」に関西圏の人物で初めて10年以上ランクイン、2015年8月20日に発表されたgooランキング「好きな男性気象予報士&お天気キャスターランキング」で3位になる。2019年には、気象予報士になるまでに経緯、気象キャスターの実態、天気の仕組みなどを書き下ろしたエッセイ集『空が教えてくれたこと』が、10月24日に幻冬舎から刊行された。
2019年お天気番組・お天気コーナー人気ランキングで「かんさい情報ネットten.」が第1位、2020年第16回好きなお天気キャスター／天気予報士ランキングで6位（2019年同位）に選ばれた。
2022年1月16日　ギネス世界記録「YouTubeで環境サステナビリティレッスンのライブストリームを視聴した最多人数」記録達成（2986人）
2023年9月にはコミニケ出版から自身初の絵本『そらのどうぶつえん』が出版。
2024年10月から毎週火曜午後7時54分〜、自身初の冠番組『蓬莱さんのドライブ予報』が始まる。

## 出演

### 現在

#### テレビ
- かんさい情報ネットten!→かんさい情報ネットten.（読売テレビ） - 「蓬莱さんの天気予報」「旬感中継（木曜）」を担当する。
- 情報ライブ ミヤネ屋（読売テレビ） - 当初は異常気象の発生時にのみであったが現在はエンディング付近の天気予報も担当する。放送時間帯が『かんさい情報ネットten.』向けのロケ収録と重なる木曜日は出演せず、2014年2月から2016年3月31日迄は気象予報士の酒井千佳が同曜日限定で担当していた。それ以降は、奈良岡希実子が担当している。ただし、2020年の新型コロナウイルス感染拡大による移動制限で奈良岡が来阪できなかった期間や、その後も時折出演を休んだ場合に（2025年5月8日など）、代役で木曜を担当することがある。
- ウェークアップ!ぷらす→ウェークアップ（読売テレビ） - 2015年より「蓬莱さんのお天気ぷらす」を担当（体調不良などによる休暇時には奈良岡などが担当）。2021年3月以降の後継番組「ウェークアップ」にも引き続き出演中。2023年4月からは澤麻美が加入したことにともない隔週担当に変更。
- 朝生ワイド す・またん!（読売テレビ） - 2021年11月24日より毎月１回程度コメンテーターとして出演する他、同番組で天気予報を担当している達淳一が休演した際には代打を務める。

#### CM
- 千鳥屋宗家 「みたらし小餅」「みやげ予報」篇・「宇宙」篇（2024年4月 - ）[8]

### 過去

#### テレビ
- 5時に夢中!（2005年4月 - 2006年3月、TOKYO MX） - 番組開始当初から1年間にわたって、「夢中ボーイズ」の一員（夢中No.18）として毎週金曜日にサブMCを担当していた[2]。
- プレバト!!（2020年2月20日、毎日放送） - 「俳句の才能査定ランキング」に「挑戦者」として出演。特待生に認定されている梅沢富美男からの推薦で出演した。「天気予報」というお題での作句に挑んだところ、夏井から「凡人」（67点）と評価された。
- そこまで言って委員会（読売テレビ）不定期出演
- ハロー♪宇宙天気予報（2023年3月29日・30日、BS12 トゥエルビ）[9]
- 片っ端から喫茶店（2023年8月7日 - 8月11日、テレビ大阪）

#### ラジオ
- 蓬莱大介RAIN SONGS（2020年4月 - 7月毎週第2・4金曜日、Kiss FM KOBE）‐19：00から19：55までサウンドクルーを担当。雨が楽しくなる邦楽・洋楽のRAIN SONGSを集め、気象予報士ならではのトークを含めた放送。
- こちら茶屋町お天気部（2020年1月11日、毎日放送） - 同局以外の在阪民放テレビ局専属の気象キャスターが集結する企画で、正木明（朝日放送テレビ代表）・片平敦（関西テレビ代表）と共にゲストで出演した。
- よなよな…（2020年8月11日、朝日放送ラジオ） - 『ten.』の水曜日で共演している増田英彦（ますだおかだ）がパーソナリティを務めていることから、塚本麻里衣の夏季休暇時に代理を務めた。

### テレビドラマ
- お助け屋☆陣八 第8話（2013年5月19日 - 7月28日、読売テレビ） - 翔 役

### 舞台
- ザ・グローブ・プロジェクト（2005年12月3日 - 4日、東京グローブ座）
- METROPOLIS PROJECT Re-metropolis project2（2006年10月14日 - 16日、江古田ストアハウス）
- METROPOLIS PROJECT Vol.18「あらかじめ失われた広場」（2007年1月17日 - 1月21日、江古田ストアハウス）
- METROPOLIS PROJECT Vol.19「万華鏡の季節」（2007年1月17日 - 1月21日、江古田ストアハウス）
- kido8「Hard Luck Cafe」（2007年5月11日 - 13日、ウッディシアター中目黒）
- METROPOLIS PROJECT Re-metropolis project3（2007年5月30日  - 6月10日、江古田ストアハウス）

### その他
- YouTube出演読売テレビ（よみうりテレビ）の公式チャンネル、3チャンネルにいずれも出演している。内容としては自身の定番スケッチ予報に関するものや読売テレビのアナウンサーとの話などがある。また読売テレビの公式キャラクターシノビーとも共演したことがある。